# Notogrammitis patagonica
Notogrammitis patagonica är en stensöteväxtart som först beskrevs av Carl Frederik Albert Christensen, och fick sitt nu gällande namn av Barbara S. Parris. Notogrammitis patagonica ingår i släktet Notogrammitis och familjen Polypodiaceae. Inga underarter finns listade.